# ایگور روستوروتسکی
ایگور روستوروتسکی (روسی: Игорь Дмитриевич Ростороцкий؛ زادهٔ ۴ فوریه ۱۹۶۲) کشتی‌گیر فرنگی اهل روسیه بود.
وی همچنین برندهٔ جوایزی همچون قهرمان ورزشی اتحاد شوروی شده‌است.